# Leptotarsus (Longurio) micropteryx
Leptotarsus (Longurio) micropteryx is een tweevleugelige uit de familie langpootmuggen (Tipulidae). De soort komt voor in het Afrotropisch gebied.